# Puniru wa Kawaii Slime
Puniru wa Kawaii Slime (ぷにるはかわいいスライム Puniru wa Kawaii Suraimu?) es una serie de manga japonesa escrita e ilustrada por Maeda-kun. Fue precedida por un one-shot publicado en la revista de manga infantil de Shōgakukan, Bessatsu CoroCoro Comic en febrero de 2019, el manga comenzó su serialización en el servicio en línea Weekly CoroCoro Comic en marzo de 2022. Shogakukan ha recopilado sus capítulos en seis volúmenes tankōbon a partir de septiembre de 2024. 
La serie se centra en el personaje principal Puniru, una chica slime creada por un niño llamado Kotaro Kawaii durante su infancia y quiere que se fije en ella por su ternura a pesar de estar enamorado de su estudiante de último año de secundaria.
Una adaptación a serie de televisión de anime producida por Tōhō Animation Studio se emitió de octubre a diciembre de 2024. Una segunda temporada empezó a emitirse desde el 6 de Julio de 2025.

## Sinopsis
Un niño llamado Kotaro Kawaii hizo un slime como parte de un experimento científico que cobró vida. El slime llamado Puniru se parecía a un pingüino, y su creador pensó que era lindo a pesar de que no quería admitirlo. Siete años después, Kotaro ahora está en su segundo año de secundaria y tiene dificultades para admitir sus sentimientos por su superior, Mami Kirara. En ese momento, Puniru adquirió una nueva habilidad para transformarse en una niña humana para que su creador notara su ternura nuevamente.

## Personajes
Puniru (ぷにる?)
 Seiyū: Yū Sasahara
Kotaro Kawaii (河合井 コタロー Kawaii Kotarō?)
 Seiyū: Shūichirō Umeda
Mami Kirara (雲母 麻美 Kirara Mami?)
 Seiyū: Risa Shimizu
Yūsuke Nanpa (南波 遊助 Nanpa Yūsuke?)
 Seiyū: Junya Enoki
Alice Okanega (御金賀 アリス Okanega Arisu?)
 Seiyū: Yumiri Hanamori
Hiroshi Mado (真戸 博士 Mado Hiroshi?)
 Seiyū: Kazuya Nakai

## Contenido de la obra

### Manga
Puniru wa Kawaii Slime está escrita e ilustrada por Maeda-kun y fue el primer one-shot, titulado "Cute Puniru Slime", se publicó en el manga infantil Bessatsu CoroCoro Comic de Shōgakukan el 28 de febrero de 2019. Puniru Is a Cute Slime comenzó su serialización en el servicio en línea Weekly CoroCoro Comic el 15 de marzo de 2022. Shōgakukan ha recopilado sus capítulos en volúmenes tankōbon individuales. El primer volumen se lanzó el 28 de julio de 2022. A septiembre de 2024, se han publicado seis volúmenes.

### Anime
El 13 de diciembre de 2023 se anunció una adaptación televisiva en formato anime. Está producida por Tōhō Animation Studio y dirigida por Yūshi Ibe, con guiones escritos por Michiko Yokote, Aya Tanaka proporcionando los diseños de personajes e Izumi Mori componiendo la música. La serie se emitió en TV Tokyo del 6 de octubre al 23 de diciembre de 2024. Yū Sasahara interpretó los temas de apertura y cierre de la serie: "Gyumu!" y "Show", siendo este último una versión de la canción homónima de Ado. Crunchyroll obtuvo la licencia de la serie fuera de Asia. Medialink obtuvo la licencia de la serie en Asia-Pacífico (excepto Australia y Nueva Zelanda) para su transmisión en el canal de YouTube de Ani-One Asia.
Tras el episodio final de la serie, se anunció una segunda temporada, que empezó a emitirse desde el 6 de Julio de 2025 en TV Tokyo.